# AT4
 AT4  — шведский одноразовый ручной противотанковый гранатомёт.

## Описание
Гранатомёт предназначен в первую очередь для борьбы с бронированными целями, легкими танками, БТР,  а также может быть использован в роли противопехотного оружия против ДОТов и иных оборонительных сооружений противника
AT4 является развитием 74 мм Pskott m/68 (Miniman), принятым шведской армией в 1960-х годах. AT4 является совместной разработкой шведской компании SAAB Bofors Dynamics и американской корпорации ATK.
АТ4 состоит на вооружении более чем в 20 странах мира, было произведено более 1 млн единиц гранатометов

### Варианты гранатомета AT4
| Индекс выстрела)                          | Тип боевой части      | Вес гранатомета, кг | Калибр гранаты, мм | Бронепробиваемость, мм | Начальная скорость гранаты, м/с | Эффективная дальность, м |
| ----------------------------------------- | --------------------- | ------------------- | ------------------ | ---------------------- | ------------------------------- | ------------------------ |
| AT4 HEAT — Light Anti-Armour Weapon       | кумулятивная          | 6,7                 | 84                 | 420                    | 290                             | 700                      |
| AT4 CS AST — Anti-Structure Tandem Weapon | бронебойно-осколочная | 8,9                 | 84                 | -                      | 205                             | -                        |
| AT4 CS HP — Light Anti-Armour Weapon      | кумулятивная          | 7,8                 | 84                 | 500                    | 220                             | -                        |

Модификациями CS можно стрелять и из помещений.

## Страны-эксплуатанты

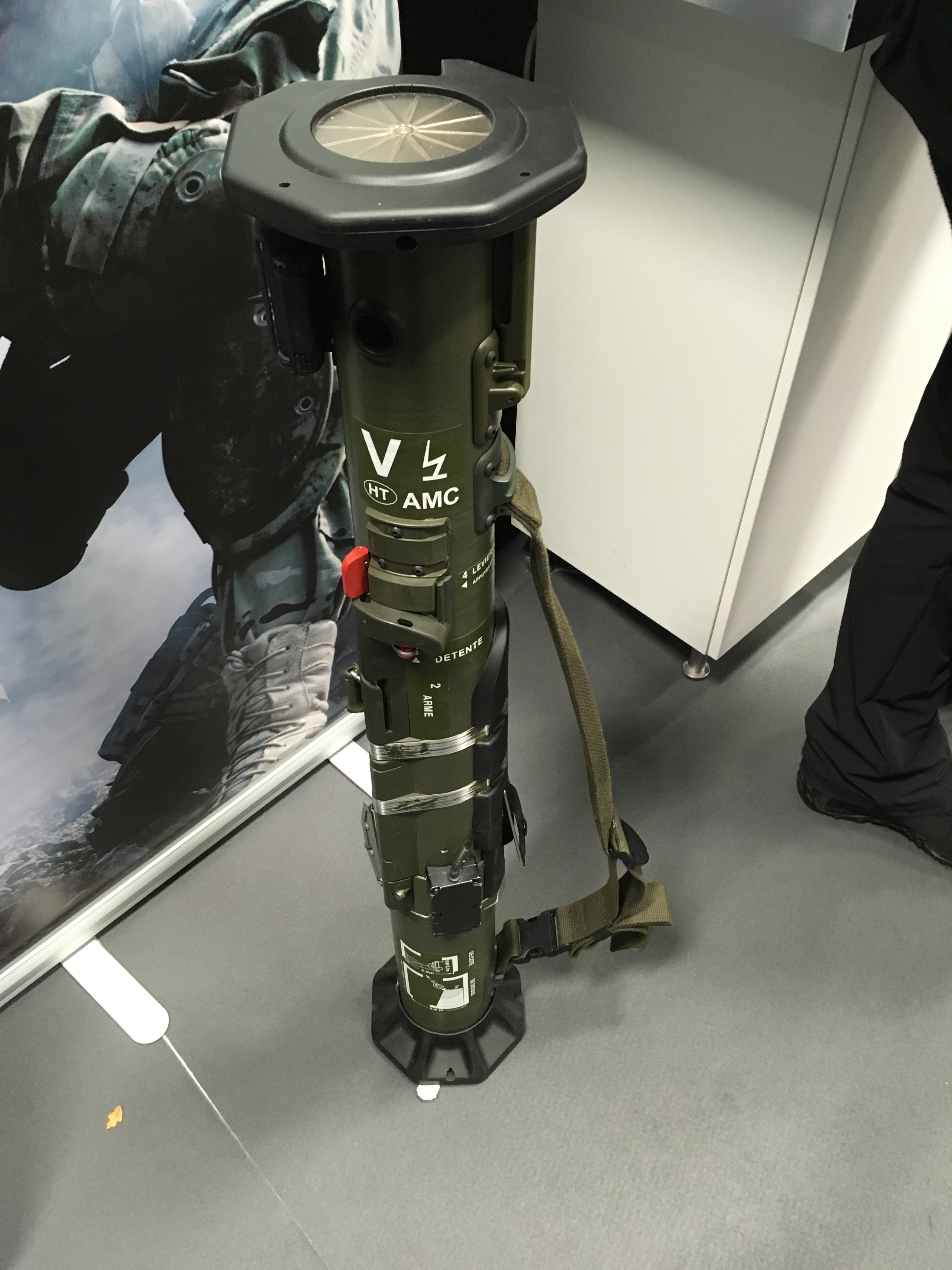
РПГ AT4 84 мм

#### Современные
- Аргентина:[8]
- Бразилия[9]
- Великобритания: закуплено 2500 AT4 CS между 2001 и 2012 годами[10]. Получили обозначение L2A1 84mm HE (CS) Rocket Interim LAW.
- Венесуэла: AT4 используется начиная с 1980-х[9][11].
- Грузия[9]
- Дания: Под обозначением PVV M/95 (Panserværnsvåben Model 1995)[12].
- Израиль: AT4 CS-AST состоят на вооружении ЦАХАЛ под обозначением 84mm Kholit.
- Индия: AT4 CS-AST заказаны для сухопутных войск и ВВС Индии в 2022 году.[13][14]
- Ирландия: c 1997 года AT4 состоит на вооружении сил обороны Ирландии, имеет обозначение AT4 SRAAW (Short Range Anti Armour Weapon)[15].
- Казахстан[9]
- Катар: AT4 CS-ER принят на вооружение в 2023 году.
- Кыргызстан[9]
- Латвия: на вооружении Национальных вооружённых сил[16] (в том числе Земессардзе)[17]
- Ливан: Закуплено приблизительно 1000 штук[18].
- Литва: Вооружённые силы Литвы[19].
- Молдова: в 2025 году из запасов МО Швеции было передано некоторое количество Pskott m/86 в рамках пакета военной помощи общей стоимостью 1,13 млн евро.[20]
- Польша[21]
- США: всего заказано 600 000 единиц, из их около 300 тыс. производятся по лицензии фирмой Alliant Techsystems. В армии и КМП США на вооружении состоят версия АТ4 с доработанными прицельными приспособлениями под обозначением Launcher And Cartridge, 84 Millimeter: M136 и AT4 TW как XM919 Individual Assault Weapon.[22]
- Китайская Республика[9]
- Узбекистан[9]
- Украина: 6000 единиц поставлено США и 15000 единиц поставлено Швецией[a][24][25]. С 2022 года официально состоит на вооружении ВСУ, обозначается как Безвіткатний 84 мм реактивний протитанковий гранатомет АТ-4.[26]
- Франция: На вооружении ВС Франции стоят AT4 CS (под обозначением Projectile Anti-Blindé F1), его модифицированная версия F2 ABL (Anti-BLindé) и AT4 CS-AST[27].
- Хорватия[9]
- Чили: AT4 CS принят на вооружение сухопутных войск в 2024 году.[28]
- Швеция: AT4 CS является основным гранатомётом пехотных частей и состоит на вооружении под обозначением Pansarskott m/86[9][29].
- Эстония[30]

#### Бывшие операторы
- Венесуэла: в конце 1980-х некоторое количество АТ4 поставлено ВС Венесуэлы. Оставались на вооружении как минимум до 2004 года.[31]
- Нидерланды: в 1992 году партия AT4 американского производства была закуплена для замены M72A2 LAW. В ВС Нидерландов получил обозначение Wapensysteem 84 mm, M136. Из-за недостаточной прицельной дальности к концу 2000-х были списаны и заменены на Panzerfaust 3.[32]

## Боевое применение

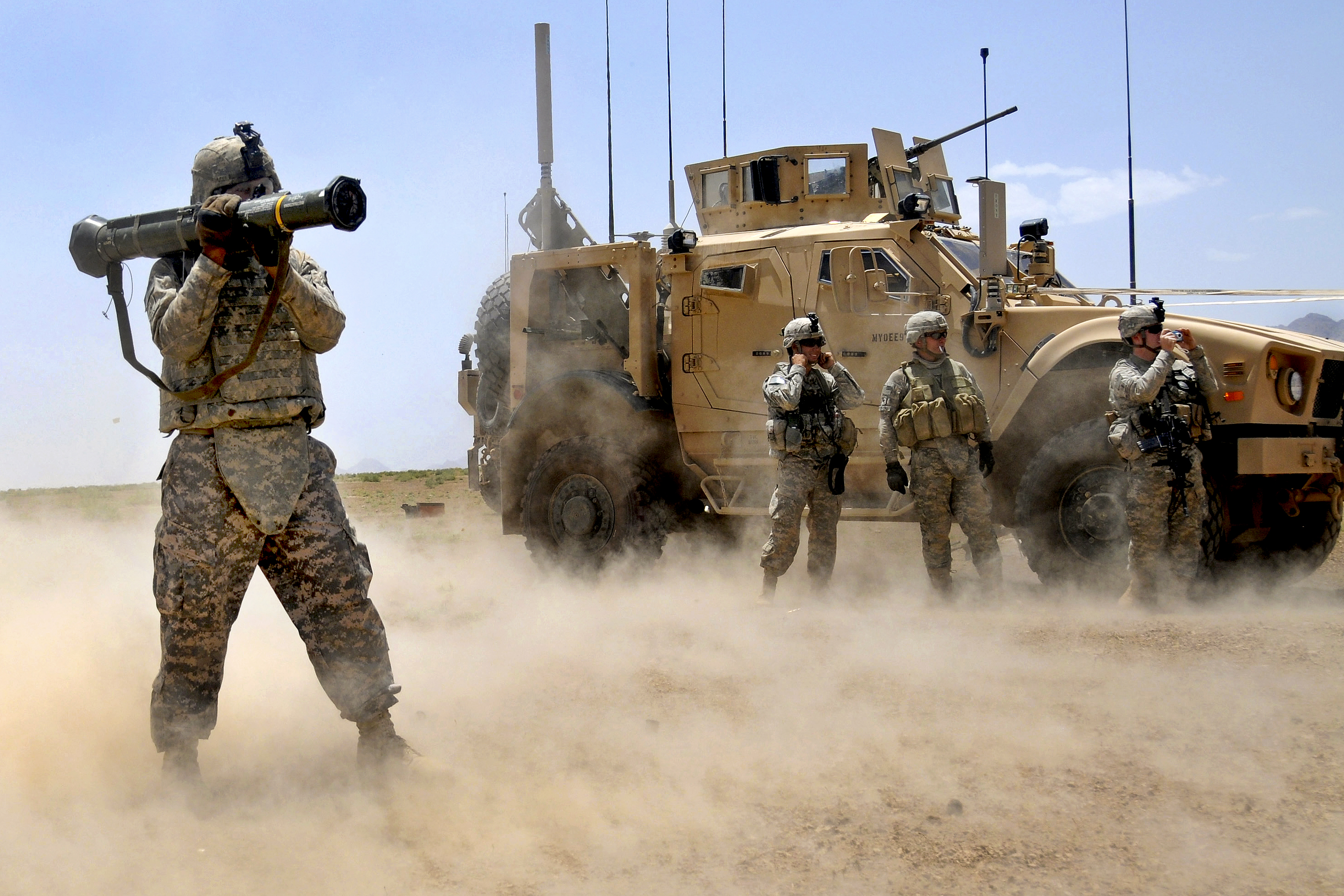
Американский солдат 4-го пехотного полка Армии США ведёт огонь из АТ4 в провинции Забул, Афганистан, 1 июля 2010 года

Использовался в боевых действиях и спецоперациях в Панаме, Ираке и Афганистане.
Применяется украинскими военными в ходе вторжения России на Украину. 22 марта 2022 года, в ходе боев за Мариуполь, российский катер «Раптор» был поврежден АТ4 защитниками из осажденного города.

## Преимущества и недостатки
- Преимущества. По отзывам пользователей, гранатомет обладает высокой эффективностью, по сравнению с гранатометом РПГ 7.  При использовании РПГ 7 для уничтожения танка приходится произвести до нескольких выстрелов, при использовании же АТ4  хватает и одного выстрела, при точном попадании. Также отмечается высокая эффективность АТ4 против танков производства и разработки СССР. Отмечается высокая надежность: гранатомет при использовании практически не даёт осечек и рикошетов от цели. Гранатомет не требует длительного освоения. Для успешного применения достаточно короткого инструктажа.
- Недостатками гранатомета АТ4 является очень громкий шум от выстрела, который оглушает стрелка без использования защитных  наушников, а также сильная отдача при стрельбе из гранатомёта, которая выражается в резком наклоне гранатомёта вниз после выстрела.  Прицельные приспособления, сделанные из тонкого пластика, нередко ломаются при неосторожном обращении. К тому же, он одноразовый. Гранатомётный расчёт АТ4 на поле боя может передвигаться максимум с двумя боеприпасами АТ4, что уже создаёт проблемы из-за тяжести и габаритов. Гранатомётный расчёт РПГ 7 состоит из двух человек - стрелка, который несёт сам гранатомёт и 4 гранаты, а также его помощника, который несёт подсумок с ещё 6 гранатами. Итого 10. При стационарном использовании РПГ 7 можно только подносить боеприпасы. Чтобы сделать столько же выстрелов из АТ4, нужно подвозить новые гранатомёты в громоздких ящиках, содержащих в себе всего по 2 выстрела.

### Комментарии
1. ↑  В марте 2022 года, в связи с вторжением России на Украину, США закупили 6,000 единиц AT-4 для поставки на Украину[23]